# Репрезентативність
Репрезентативність (від фр. representant — представник) — здатність вибіркової сукупності відтворювати основні характеристики генеральної сукупності. Репрезентативність досягається шляхом правильного формування вибірки, яка за принциповими для дослідження параметрами має відтворювати загальний об'єкт дослідження.
Вибірка не може абсолютно точно відтворювати генеральну сукупність, тому вона завжди матиме певні відхилення від неї. Помилка репрезентативності — відхилення вибіркової сукупності за певними характеристиками від генеральної сукупності. Чим більша величина відхилень, тим значніша помилка репрезентативності, тим нижча якість отриманих даних. Головне завдання на цьому етапі соціологічного дослідження — врахувати помилку репрезентативності під час інтерпретації та узагальнення результатів дослідження, проведеного із застосуванням вибіркового методу.
Значну роль у визначенні якості інформації, отриманої в результаті емпіричного дослідження, окрім репрезентативності, відіграють такі параметри, як надійність і валідність.

## Приклад
Припустимо, вибіркова сукупність — це всі учні школи (600 чоловік з 20 класів, по 30 чоловік у кожному класі). Предмет вивчення — ставлення до паління. Вибірка, що складається з 60 учнів старших класів, набагато гірше представляє сукупність, ніж вибірка з тих же 60 осіб, до якої увійдуть по 3 учні з кожного класу. Головною причиною тому — нерівний віковий розподіл у класах. Отже, в першому випадку репрезентативність вибірки низька, а в другому випадку репрезентативність висока (за інших рівних умов).